# Ilomilo (chanson de Billie Eilish)
Pour l’article homonyme, voir Ilomilo.
Singles de Billie Eilish
No Time to Die
(2020)
Ilomilo est une chanson de la chanteuse américaine Billie Eilish, parue sur son premier album studio, When We All Fall Asleep, Where Do We Go?, et sortie le 29 mars 2019 via Darkroom et Interscope Records en tant que septième single de l'album. La chanson est co-écrite par Billie Eilish et son frère Finneas O'Connell, et produite par ce dernier. Sur l'album, le début instrumental de Ilomilo commence à la fin du morceau précédent, Bury a Friend.

## Inspiration
La chanson est inspirée d'un jeu sur ordinateur, sorti en 2010, appelé ilomilo : un puzzle dont le but est de réunir deux personnages, nommés « Ilo » et « Milo ».
En avril 2020, lors d'un livestream de 50 minutes sur Verizon, Billie Eilish explique que la chanson parle du sentiment d'avoir peur de perdre quelqu'un et que c'est en quelque sorte inévitable, que cela soit horrible et terrifiant. 
Dans une interview avec MTV, Finneas O'Connell indique : 
« J'aime les chansons interconnectées. Elles ne sont pas liées dans le sens où elles ont nécessairement besoin l'une de l'autre pour exister, mais ce sont comme deux épisodes différents d'une même série télé. Des petites choses marrantes, comme fondre les chansons l'une dans l'autre, c'est ça qui donne l'impression d'un album complet. » 
Les paroles du deuxième couplet de « Ilomilo » — « Les amis que j'ai dû enterrer / Ils me tiennent éveillé la nuit » — font référence au single « Bury a Friend » (2019), le prédécesseur de la chanson sur When We All Fall Asleep, Where Do We Go? , qui se termine par la section instrumentale d'ouverture de « Ilomilo ». Élaborant sur ce point dans une interview sur MTV, O'Connell a déclaré que les deux chansons ne se référaient l'une à l'autre que dans le but de rendre l'album « cohérent », et qu'elles n'étaient liées d'aucune autre manière. 

## Crédits
Crédits adaptés de Tidal et des références indiqués sur l'album When We All Fall Asleep, Where Do We Go?,.
- Billie Eilish – voix, compositeur
- Finneas O'Connell – producteur, compostiteur
- Casey Cuayo – assistant au mixage, équipe studio
- John Greenham – ingénieur du son mastering, équipe studio
- Rob Kinelski – mixage, équipe studio

## Classements et certifications

### Classements hebdomadaires
| Classement (2019-20)             | Meilleure position |
| -------------------------------- | ------------------ |
| Allemagne (GfK Entertainment)    | 98                 |
| Australie (ARIA)                 | 23                 |
| Canada (Hot 100)                 | 38                 |
| Estonie (Eesti Tipp-40)          | 13                 |
| États-Unis (Hot 100)             | 62                 |
| Grèce (IFPI)                     | 25                 |
| Hongrie (Stream Top 40)          | 24                 |
| Islande (Tónlistinn)             | 39                 |
| Lettonie (LAIPA)                 | 15                 |
| Lituanie (Agata)                 | 13                 |
| Pays-Bas (Single Top 100)        | 63                 |
| Slovaquie (IFPI Singles Digitál) | 19                 |
| Suède (Sverigetopplistan)        | 63                 |
| Tchéquie (IFPI Singles Digitál)  | 32                 |

### Certifications
| Région                                                                     | Certification | Ventes/Streams |
| -------------------------------------------------------------------------- | ------------- | -------------- |
| Australie (ARIA)                                                           | Or            | 35 000^        |
| Canada (Music Canada)                                                      | Or            | 40 000^        |
| États-Unis (RIAA)                                                          | Or            | 500 000^       |
| xNon précisé par la certification ‡ventes/streaming selon la certification |               |                |